# National Council of Seyfolu
Der National Council of Seyfolu (deutsch Nationaler Rat der Seyfolu, auch National Council of Chiefs) wurde im Februar 2008 durch den Local Government Act 2006 als formelle Organisation der gambischen Häuptlinge (Seyfolu) (neu) gegründet. Vorsitzender war Alhaji Demba Sanyang aus Kombo North, der im Februar 2008 von Präsidenten Yahya Jammeh zum Paramount Chief of The Gambia (deutsch oberster Häuptling) ernannt worden war und einen erfolglosen Versuch organisierte, Jammeh 2010 zum König erklären zu lassen.
Der National Council of Seyfolu ist im Grunde genommen eine Wiederbelebung einer jährlichen Versammlung aus den 1940er bis 1960er Jahren. Tamba Jammeh war damals maßgeblich an der Einrichtung der jährlichen Konferenz der Protektoratschiefs im Jahr 1944 beteiligt, die dann regelmäßig von 1944 bis 1965 stattfanden. Ab 1996 bis 2012 war Lamin Queen Jammeh Generalsekretär des National Council of Seyfolu. Ihm folgte 2012 Ebrima A. T. Jammeh.
Die Organisation hielt im Juni 2014 ihre siebte und anscheinend letzte Jahresversammlung ab.